# Sarcophaga arachnivora
Sarcophaga arachnivora är en tvåvingeart som beskrevs av Guilherme A.M.Lopes 1985. Sarcophaga arachnivora ingår i släktet Sarcophaga och familjen köttflugor. Inga underarter finns listade i Catalogue of Life.